# 矮身间吸鳅
矮身间吸鳅（学名：Hemimyzon pumilicorpora）为辐鳍鱼纲鲤形目平鳍鳅科间吸鳅属的鱼类。在中国，分布于贵州镇宁县打邦河等。该物种的模式产地在贵州镇宁县打邦河。雄性体长可达5.7公分。

## 扩展阅读
維基物種上的相關：矮身间吸鳅